# Kapillarwasser

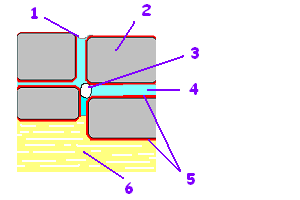
(4) Kapillarwasser

Das Kapillarwasser wird in den Kapillaren des Bodens (Porendurchmesser bis maximal 0,2 µm) durch Adhäsion und Kohäsion (entspricht Saugspannung) festgehalten.
Das Kapillarwasser des oberen Bodens (von Niederschlägen herrührend) wird als „hängendes“ und das Kapillarwasser des Grundwassers wird als „aufsitzendes“ bezeichnet. Die Höhe des durch Kapillarkräfte aufsteigenden Grundwassers nennt man Kapillarsaum; den durch Kapillarwasser gesättigten Bereich oberhalb der Grundwasseroberfläche bezeichnet man als Kapillarraum, seine obere Begrenzung ist die scheinbare Grundwasseroberfläche.
Da die Poren des Bodens unterschiedliche Formen und Durchmesser aufweisen, tritt auch oberhalb des Kapillarraumes noch kapillarer Wasseraufstieg auf, der allerdings nicht mehr zu einer Sättigung aller Hohlräume führt. Je geringer der Porendurchmesser ist, desto höher ist der kapillare Aufstieg. Tonböden weisen einen ungesättigten kapillaren Aufstieg bis zu 3 m, Sande bis zu einigen dm auf. Kiese weisen keinen Kapillarsaum oder einen Kapillarsaum von nur wenigen Zentimetern auf. 
Kapillarer Wasseraufstieg vom Grundwasser kann zur Wasserversorgung von Pflanzen beitragen. Je nach Bodenart kann Grundwasser ca. 0,5 m bis 1 m unterhalb des Wurzelraumes noch ausreichende Wassermengen liefern. Bei tieferen Grundwasserständen trägt Kapillaraufstieg in der Regel nicht mehr nennenswert zur Pflanzenversorgung bei.
Pflanzenwurzeln der meisten Pflanzen sind nicht in der Lage, längere Zeit im wassergesättigten Boden ohne Sauerstoff zu überleben. Eine Ausnahme bilden angepasste Pflanzen wie Weiden oder Erlen.